# 6.8×43mm雷明登SPC
6.8×43mm雷明登SPC（又稱：6.8 SPC、6.8 SPC II和6.8×43mm）是由美國雷明登公司研發的步枪子彈，主要用這種子彈的槍是Remington ACR 6.8。